# Кинг, Би Би
Би Би Кинг (B. B. King; настоящее имя Райли Би Кинг, англ. Riley B. King; родился 16 сентября 1925 недалеко от города Итта-Бина, Миссисипи, США — 14 мая 2015) — американский блюзовый гитарист, певец, автор песен.
По мнению одного из критиков, «Би Би Кинг представил нам утончённый стиль гитарного соло, основанный на плавном бендинге и блестящем вибрато, повлиявший практически на каждого последователя электрогитарного блюза». Одной из его наиболее знаменитых композиций является «The Thrill Is Gone» (1969).
Шумное одобрение критиков и широкая известность принесли ему славу наиболее уважаемого, успешного, узнаваемого блюзмена не только в США, но и по всему миру. По результатам проведенного в 2011 году журналом Rolling Stone опроса Би Би Кинг находится на 6-м месте в списке «100 лучших гитаристов всех времён».

## Биография
Райли Бенджамин Кинг родился неподалёку от городка Итта-Бина, штат Миссисипи, 16 сентября 1925 года. Как и многие другие блюзмены Дельты («блюза Дельты Миссисипи»), он начал профессиональную жизнь как фермер-арендатор, на гитаре играл в свободное время.
В качестве музыканта Би Би Кинг впервые прибыл в Мемфис в 1946 году, но после нескольких месяцев тяжёлой жизни вернулся в Миссисипи. Он решил лучше подготовиться к следующей поездке, которую предпринял двумя годами позже. Сначала работал на местной ритм-н-блюзовой радиостанции WDIA в качестве певца и диск-жокея. Там он получил прозвище «Блюзовый Мальчик с Бил-Стрит» (Beale Street Blues Boy), позже сократившееся до «B. B.» В это время он познакомился с Ти-Боун Уокером (T-Bone Walker).
Би Би сказал про него: 
«Впервые услышав его, я понял, как мне самому нужна электрогитара. Нужна, даже если ради этого придётся её украсть!»
В 1949 году Би Би Кинг на Bullet Records выпустил свой дебютный сингл «Miss Martha King». Сингл получил плохие отзывы журнала Billboard и не получил места в чартах. Позднее в том же году Кинг записывал свои песни в рамках контракта с лос-анджелесской компанией PRM Records. Значительную часть ранних записей продюсировал Сэм Филлипс (Sam Phillips), позднее основавший Sun Records.
Би Би Кинг собрал свой музыкальный коллектив, называвшийся B. B. King Review, под руководством Милларда Ли. Группа изначально состояла из следующих музыкантов:
- Би Би Кинг — гитара, вокал;
- Кэлвин Оуэнс, Кеннет Сендс — труба;
- Лоуренс Бардин — альт-саксофон;
- Джорж Колмен — тенор-саксофон;
- Флойд Ньюмен — баритон-саксофон;
- Миллард Ли — фортепиано;
- Джорж Джойнер — бас-гитара;
- Эрл Форест, Тед Керри — ударные.

В создании грамотных аранжировок Би Би Кингу помогал опытный музыкант Онзи Хорн (Onzie Horne). Сам Кинг признавался, что имеет проблемы при игре аккордами, и всегда полагался на импровизацию.
Последовали туры по США с выступлениями как на больших сценах в таких городах, как Вашингтон (Федеральный округ Колумбия), Чикаго, Лос-Анджелес, Детройт, Сент-Луис, так и в бесчисленных маленьких клубах по всем Соединённым Штатам. В ходе тура к 1956 году было исполнено рекордное число концертов — 342. В том же году Кинг становится основателем своего собственного лейбла «Blues Boys Kingdom» со штаб-квартирой на Бил Стрит в Мемфисе. Там, наряду с другими проектами, он продюсировал артистов, таких как Миллард Ли и Леви Сибери (Levi Seabury). Записывающая компания в конечном счёте не принесла ему успеха, так как график Кинга не позволял ему стать бизнесменом.
В 1950-х имя Би Би Кинга стало одним из важнейших в ритм-н-блюзе, постоянно пополнялся и без того впечатляющий список его хитов, уже включающий такие композиции, как «You Know I Love You», «Woke Up This Morning», «Please Love Me», «When My Heart Beats like a Hammer», «Whole Lotta Love», «You Upset Me Baby», «Every Day I Have the Blues», «Sneakin' Around», «Ten Long Years», «Bad Luck», «Sweet Little Angel», «On My Word of Honor», «Please Accept My Love».
В 1962 году Би Би Кинг подписал контракт с ABC-Paramount Records, поглощенной позднее MCA Records, а после — с его текущим лейблом, Geffen Records.
В ноябре 1964 года Кинг записал концертный альбом «Live at the Regal» в Театре «Regal» в Чикаго.
В 1969 году Кинг записал композицию «The Thrill Is Gone», которая стала хитом как в чарте ритм-н-блюза, так и поп-музыки, что было большой редкостью для блюза. Двумя годами позже эта композиция получила премию «Грэмми». Так же она заняла 183 место в списке «500 лучших песен всех времён» по версии журнала Rolling Stone. Его творчество получило лёгкий оттенок рок-музыки после участия в концертном туре 1969 года по Америке группы The Rolling Stones.
Успех Кинга на протяжении 1970-х годов подкреплялся такими хитами, как «To Know You Is to Love You» и «I Like to Live the Love». В 1974 году Би Би Кинг участвовал в открытии боксёрского поединка между Мохаммедом Али и Джо Фрейзером. Это выступление позднее было издано в формате DVD.
В 1979 году музыкант посетил Советский Союз, дав 22 концерта от Кавказа до Прибалтики. В 2004 году он вспоминал: «Мне особенно нравится ваша страна. В 1979 г. я объездил её от Балтики до Грузии. И всюду люди были необыкновенно добры ко мне. Тогда, в СССР, мне просто не позволили поджемовать с вашими музыкантами, а мне так этого хотелось. Я ожидал встретить здесь великолепных исполнителей классики. Я был уверен, что найду здесь интересных народных музыкантов. Но я совершенно не ожидал, что встречу великолепных джазовых музыкантов. Они играли блюз не хуже меня, а некоторые даже лучше. Я вам скажу, что некоторые были настолько хороши, что я готов был взять их в свой ансамбль, если бы мне только позволили».
В 1980 году Би Би Кинг включён в Зал Славы Блюза. Несмотря на то, что в 1980-е годы Кинг стал меньше записываться, он не ослаблял внимания к своей личности, появляясь во множестве телевизионных шоу и давая по 300 концертов в год. В 1988 году Кинг обрёл новое поколение поклонников после появления сингла «When Love Comes to Town», созданного совместно с ирландской группой U2. Сингл вошёл в альбом и фильм U2 «Rattle and Hum».

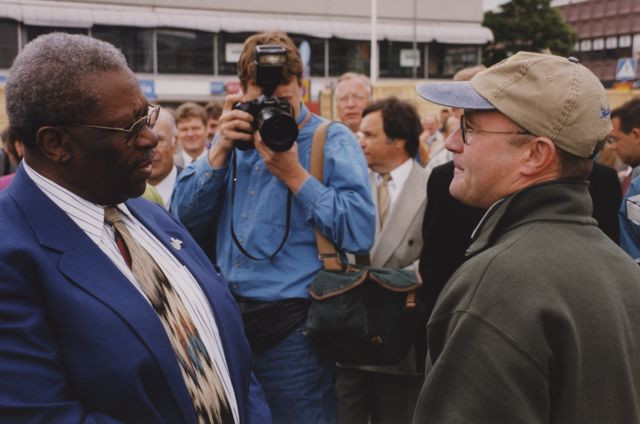
Би Би Кинг и Фил Коллинз.
Pori Jazz Festival, 1998 год

В 1994 году Би Би Кинг посетил Москву. Выступил с концертом в Московском Кремле, а также заехал в московский клуб, названный его именем. На стенах клуба до сих пор сохранены фото Би Би Кинга, стол, за которым он отдыхал, и стул, на котором он сидел. На них висят памятные таблички.
В 2000 году Би Би Кинг вместе с Эриком Клэптоном записали совместный альбом «Riding With the King». С 2004 года Кинг, ссылаясь на свой возраст и состояние здоровья, решил уменьшить интенсивность гастролей. Летом 2005 года он предпринял так называемый «Прощальный тур» (Final Farewell Tour) по Европе. Однако уже в 2006 году он вновь гастролировал по США и Европе.

### Прощальный тур (2006)
29 марта 2006 года Би Би Кинг выступил на «Hallam Arena» в городе Шеффилд. Это была дата начала его прощального гастрольного тура по Великобритании и Европе. На его протяжении Кинга поддерживал Гэри Мур, прежде уже выступавший и записывавшийся вместе с ним, в том числе в композиции «Since I Met You Baby». Британский этап завершился концертом на «Арене Уэмбли».
В июле 2006 года Би Би Кинг несколько раз возвращался в Европу. 2 и 3 июля он принимал участие в джазовом фестивале в Монтрё. На протяжении представления в Стравински Холле он исполнял джем с такими музыкантами, как Джо Семпл, Ренди Кроуфорд, Девид Сенборн, Глэдис Найт, Лелла Джеймс, Эрл Томас, Стенли Кларк, Джон Маклафлин, Барбара Хендрикс, Джордж Дюк. 14 июля он принимал участие в фестивале в Цюрихе «Блюз на закате» (Blues at Sunset). Европейский этап прощального тура завершился 19 сентября 2006 года на арене Д’Кок в Люксембурге при участии Тода Шарпвиля.

В ноябре и декабре Кинг предпринял шесть концертов в Бразилии. На пресс-конференции 29 ноября в Сан-Паулу прозвучал вопрос, является ли в действительности этот гастрольный тур заключительным. Би Би Кинг ответил: 
Одним из моих любимых актёров является шотландец Шон Коннери. Большинство из вас знает его в роли агента 007 Джеймса Бонда. А фильм назывался Никогда не говори «никогда».

### 2006—2008
В июне 2006 года Би Би Кинг присутствовал на встрече, посвящённой его первой радиопередаче в Гринвуде, штат Миссисипи.
В конце октября 2006 года Кинг выпустил CD и DVD, с записью концертов в своих блюзовых клубах в Мемфисе и Нэшвиле. Четыре дня записи запечатлели постоянный коллектив Би Би Кинга и его ночные выступления по всему миру. Это была первая за последние 14 лет запись выступления.
28 июля 2007 года Кинг участвовал во втором фестивале «Crossroads Guitar Festival», организованном Эриком Клэптоном вместе с двадцатью другими гитаристами в Чикаго. Целью фестиваля был сбор денег для центра лечения пагубных зависимостей «Crossroads». Он играл с такими музыкантами, как Роберт Крэй, Джимми Вон и Хьюберт Самлин песни «Paying the Cost to Be the Boss» и «Rock Me Baby».
В ходе выступления он поднял тост за организатора фестиваля Эрика Клэптона, в котором рассуждал о своём возрасте и жизни, однако речь не была записана полностью на DVD.
В июне 2008 года Кинг выступил в концерте «Bonnaroo Music» и Фестивале Искусств в Манчестере, штат Теннесси. 8 июня он закрывал Двадцать Пятый Ежегодный Блюзовый Фестиваль Города Чикаго. К тому же в том же месяце Кинг играл в заключительной части Блюзового Фестиваля в городе Монтерей, штат Калифорния. В честь музыканта радиостанция Sirius XM Radio’s Bluesville сменила название на B. B.King’s Bluesville. В конце месяца он был включен в Голливудский Зал Славы Боулинга, где и находится между Лайзой Миннелли и сэром Джеймсом Голуэем.
1 августа 2008 года он участвовал в концерте «South Shore Music Circus» в Кохассете, штат Массачусетс.
1 декабря 2008 Кинг выступал в театре Мэрилэнд в Хагерстауне, штат Мэриленд. 3 декабря Кинг совместно с Джоном Мейером выступал на закрытии концерта при вручении 51-й премии Грэмми, где играл «Let the Good Times Roll». 30 декабря Кинг давал концерт в «The Kennedy Center Honors Awards Show» в честь актёра Моргана Фримена.
13 сентября 2008 года в городе Индианола, штат Миссисипи, открыт музей, посвящённый Би Би Кингу.

### Последние годы и смерть
Би Би Кинг более двадцати лет жил с сахарным диабетом 2-го типа, активно выступал в поддержку борьбы с этим недугом, рекламируя продукты для больных сахарным диабетом.
8 октября 2014 года он был вынужден прекратить концертную деятельность «по медицинским соображениям».
7 апреля 2015 года Би Би Кинг был госпитализирован в Лас-Вегасе в связи с обострением диабета, поступил в больницу с обезвоживанием организма
14 мая 2015 года в 21:40 по местному времени, в возрасте 89 лет, Би Би Кинг умер в своём доме из-за осложнений сахарного диабета.

## Личная жизнь
Би Би Кинг — сын Альфреда Кинга и Норы Эллы Кинг. Дважды женат: на Марте Ли Дентон в 1946—1952 годах, на Сью Кэрол Холл в 1958—1966 годах. Оба брака были разрушены из-за несовместимости с плотным графиком выступлений. В некоторых источниках говорится, что он является отцом пятнадцати детей от разных женщин.
Би Би Кинг имел лицензию пилота, был известен как игрок в карты, вегетарианец, противник алкоголя и курения.
Его любимый певец — Фрэнк Синатра. В автобиографии Кинг говорит, что он был и остаётся «двинутым на Синатре», и каждый день перед сном слушает его альбом In the Wee Small Hours. Он приписывал Синатре заслугу в открытии дороги афроамериканским исполнителям на эстраду, которые не имели возможности выступать перед преимущественно «белой» публикой. Синатра же на протяжении 1960-х приглашал Би Би Кинга на ведущие площадки выступлений.
Каждый год в течение первой недели июня Би Би Кинг возвращался для проведения домашнего фестиваля в Индианолу, штат Миссисипи.
Известный исполнитель в жанре дельта-блюза Букка Уайт приходится двоюродным братом Би Би Кингу. Боксёр Сонни Листон приходился Би Би Кингу племянником.

### «Люсиль»
В середине 1950-х годов во время одного из концертов среди поклонников возник конфликт. Между двумя мужчинами завязалась драка, в ходе которой была опрокинута керосиновая печь. В зале распространился огонь. Би Би поспешил покинуть охваченное огнём здание вместе со всеми, но затем осознал, что оставил внутри свою гитару. Эта полуакустическая гитара была его любимым инструментом, несмотря на то, что стоила всего 30 долларов. С риском для жизни он поспешил за ней обратно. Позднее выяснилось, что потасовка произошла из-за женщины по имени Люсиль, и Би Би Кинг решил назвать этим именем свою гитару, чтобы никогда не совершать «таких сумасшедших поступков, как драка из-за женщины».
После того, как оригинальная гитара Люсиль была украдена из багажника его автомобиля (точная дата неизвестна), каждую свою последующую гитару фирмы Gibson музыкант называет этим именем. Тогда в газетном объявлении Би Би объявил награду в 20 000 долларов за возвращение излюбленной гитары. До конца жизни музыкант был готов отдать 900 000 долларов за то, чтобы получить её обратно.

## Дискография
- 1957 — Singin' the Blues
- 1958 — The Blues
- 1960 — My Kind of Blues
- 1965 — Live at the Regal (live)
- 1968 — Lucille
- 1969 — Live & Well
- 1969 — Completely Well

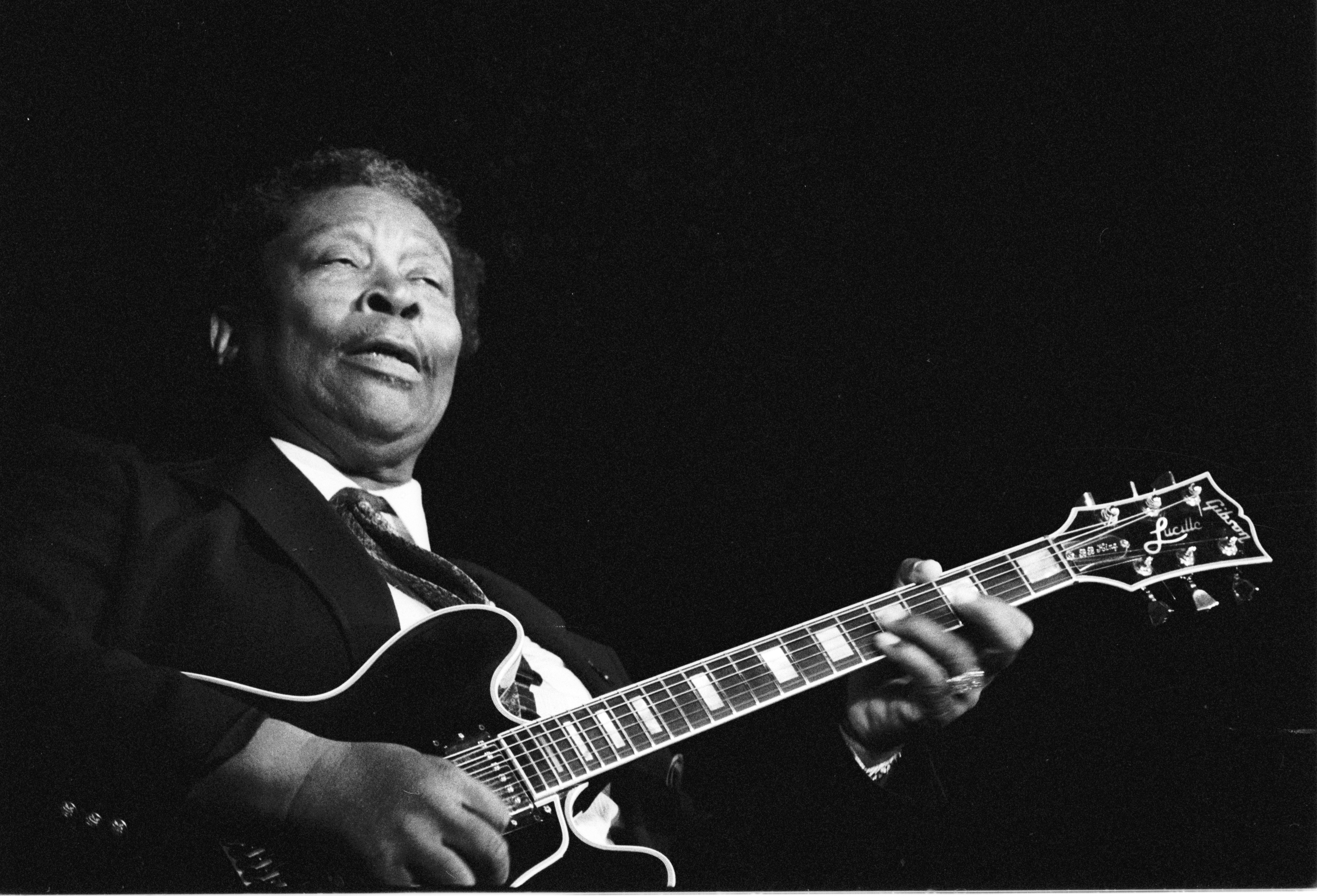

- 1970 — Indianola Mississippi Seeds
- 1971 — Live in Cook County Jail
- 1971 — B. B. King in London
- 1971 — Guess Who
- 1972 — L.A. Midnight
- 1974 — Together for the First Time (с Бобби Бландом)
- 1975 — Lucille Talks Back
- 1976 — Bobby Bland and B. B. King Together Again...Live
- 1977 — King Size
- 1978 — Midnight Believer
- 1979 — Take It Home
- 1980 — Now Appearing at Ole Miss (live)
- 1981 — There Must Be a Better World Somewhere
- 1982 — Love Me Tender
- 1983 — Why I Sing the Blues
- 1985 — Six Silver Strings
- 1990 — B. B. King and Sons Live (live)
- 1991 — Live at San Quentin
- 1991 — There is Always One More Time
- 1991 — Bacon Double Cheeseburger
- 1992 — King of the Blues
- 1993 — Blues Summit
- 1995 — Lucille & Friends
- 1997 — Deuces Wild || Gold
- 1997 — Best of King || Platinum
- 1998 — Blues on the Bayou
- 1999 — Live in Japan
- 1999 — Let the Good Times Roll
- 2000 — Riding with the King (с Эриком Клэптоном)
- 2000 — Makin' Love Is Good for You
- 2003 — Reflections
- 2005 — The Ultimate Collection
- 2005 — B.B. King & Friends: 80
- 2007 — The Best of the Early Years
- 2008 — Live
- 2008 — One Kind Favor

## Видеография
1. The Electric B. B. King — His Best (1960)
2. Great Moments with B. B. King (1981)
3. Rattle and Hum (1988) Би Би Кинг появился в фильме, исполняя партию гитары в песне «When Love Comes to Town».
4. The King of the Blues: 1989 (1988)
5. Got My Mojo Working (1989)
6. King of the Blues (Бокс Сет, 1992)
7. Why I Sing the Blues (1992)
8. Blues Brothers 2000 (1997)
9. Live in The Jazz Channel (2001)
10. Martin Scorsese Presents the Blues: B. B. King (2003)
11. Ultimate Collection (2005)
12. B. B. King: Live (2008)
13. B. B. King Live in Africa '74 (Shout! Factory) (2009) — концерт «Rumble In The Jungle»
14. B. B. King: Live at the Royal Albert Hall 2011

## Награды
- В мае 1977 года Кингу присуждена почётная докторская степень в музыке Йельским университетом, а спустя 30 лет 27 мая 2007 года — так же и Брауновским университетом[16].
- В 1987 году официально включён в Зал славы рок-н-ролла, став одним из первых отмеченных этим музеем артистом[17].
- В 1990 году Кинг получил Национальную медаль США в области искусств[18].
- В 1991 году Би Би Кинг награждён Почётным членством наследия нации от ассоциации «National Endowment for the Arts»[19].
- В 1995 году Кинг награждён знаком отличия Центра Кеннеди за «Многочисленные заслуги и выдающиеся таланты самого престижного артиста нации»[20].
- В 2004 году Кинг получил почётную должность доктора философии (Ph.D.) Университета Миссисипи. В том же году он получил за «значительный вклад в жанр блюза» приз Шведской королевской академии наук — Polar Music Prize[21].
- 15 декабря 2006 года президент США Джорж Буш — младший наградил Би Би Кинга президентской медалью Свободы[22].
- 14 мая 2008 года Кинг получил ключи от города Утика, штат Нью-Йорк.
- 18 мая 2008 года мэр города Портленд, штат Мэн, Эдвард Сасловик объявил этот день в городе «днём Би Би Кинга» и вручил музыканту на выступлении на Merrill Auditorium ключи от города[23].

### Премия «Грэмми»
- В 1971 году Кинг получил награду за лучшее выступление в номинации «Мужской вокал в жанре ритм-н-блюза» (The Thrill is Gone).
- В 1987 году Кинг получил премию «Грэмми за жизненные достижения»[24].
- В 1982 году Кинг получил премию «Грэмми» за лучшую запись в жанре этнического или традиционного фолка (There Must Be a Better World Somewhere), аналогичную награду он получил в 1986 году.
- В 1997 году Кинг получил «Грэмми» за «лучшее инструментальное выступление в жанре рок» (с другими участниками, за SRV Shuffle);
- В 1998 году Кинг получил премию Зала славы «Грэмми», награду, вручаемую за записи не младше 25 лет, за композицию «The Thrill is Gone» за «историческую или качественную значимость»[25].

Премии Грэмми за лучший традиционный альбом Блюза:
- 1984 — Blues 'N' Jazz
- 1986 — My Guitar Sings the Blues
- 1991 — Live at San Quentin
- 1992 — Live at the Apollo
- 1994 — Blues Summit
- 2000 — Blues on the Bayou
- 2001 — Riding with the King
- 2003 — A Christmas Celebration of Hope
- 2006 — B.B. King & Friends: 80
- 2009 — One Kind Favor